# Cestum veneris
Cestum veneris Lesueur, 1813, conhecida pelo nome comum de cinturão-de-vénus, é uma espécie de ctenóforo tentaculado da família Cestidae.

## Descrição
C. veneris é um animal bioluminescente que apresenta um corpo muito comprimido, longo e em forma de cinto. Alcança um comprimento de até 1,5 m e 8 cm de largura. A coloração dos adultos varia entre verde azulado e azul fosforescente, com os animais mais velhos a apresentarem coloração violeta brilhante, sendo os exemplares juvenis transparentes. O seu aspecto geral é similar ao de Velamen parallelum.
A espécie apresenta distribuição natural circuntropical, estando presente nas águas marinhas quentes de todo o mundo.
A espécie é capaz de nadar mediante movimentos serpenteantes. Alimenta-se de plâncton que recolhe com toda a sua superfície corporal.